# Vijay Raaz
Vijay Raaz (विजय राज़), né le 30 novembre 1963, est un acteur du cinéma Indien et Bollywood, né à Delhi.
Il a commencé sa carrière avec le rôle de Dubey (Parabatlal Kanhaiyalal 'P.K.' Dubey) 
dans Le Mariage des moussons (Monsoon Wedding) de Mira Nair (Lion d'Or Venise 2001). Depuis, Raaz a joué une multitude de rôles, plutôt comiques, souvent secondaires mais très marquants, comme aux côtés d'Abhishek Bachchan dans Run, de Jeeva.
Son premier rôle dans Raghu Romeo a été un succès au box office en Inde. Dans Delhi 6 (2009) de Rakeysh Omprakash Mehra, il joue le personnage à la fois réaliste, satirique et comique de l'Inspector Ranvijay. En 2009, il partage avec Naseeruddin Shah l'affiche de Barah Aana de Raja Menon, une comédie noire.

## Filmographie
- 1999 : Bhopal Express : Badru
- 2000 : Jungle
- 2000 : Dil Pe Mat Le Yaar : Raju Bhai
- 2001 : Aks : Yeda Yakub
- 2001 : Le Mariage des moussons : P.K.Dubey
- 2002 : Company : Koda Singh
- 2002 : Lal Salaam (: Ghisu
- 2002 : Shakti - The Power : Beeja
- 2002 : Road : villageaois sur la route
- 2003 : Mumbai Matinee : Baba Hindustani
- 2003 : Chura Liyaa Hai Tumne : Chingar
- 2003 : Pran Jaye Par Shaan Na Jaye : Ganpat (narrateur)
- 2003 : Bhoot
- 2003 : Khel
- 2003 : Mudda - The Issue
- 2004 : Love In Nepal : Tony
- 2004 : Run : Ganesh
- 2004 : Yuva : ami de Lallan Singh
- 2004 : Aan - Men At Work : Waman
- 2004 : Raghu Romeo : Raghu
- 2004 : Prarambh - The Beginning : Bholu
- 2004 : Morning Raga : M.. Shastri
- 2005 : Mumbai Express : Digamber Bavdekar
- 2005 : Shabnam Mausi : Halima
- 2005 : Deewane Huye Paagal
- 2006 : Ek Se Bure Do
- 2006 : Bombay To Goa : Dasa
- 2006 : Fool and Final
- 2007 : Welcome : faux réalisateur
- 2007 : Anwar : Maître Pasha
- 2007 : Dhamaal : ATA help desk official
- 2008 : Memsahab - Lost In A Mirage
- 2008 : Ek Din Anjaane Mein (à l'arrêt)
- 2008 : Manoranjan
- 2008 : Naam
- 2009 : Barah Aana
- 2009 : Delhi 6
- 2009 : The Flag
- 2009 : Yeh Mera India
- 2009 : Ek Tho Chance
- 2010 : No Problem
- 2010 : West Is West : Tanvir
- 2011 : Bin Bulaye Baarati
- 2011 : Delhi Belly : Somayajulu
- 2011 : Ek Tho Chance
- 2011 : Naam
- 2011 : Gali Gali Chor Hai : Chunnu Farista
- 2012 : Department : Sawatya
- 2012 : Daal Mein Kuch Kaala Hai
- 2012 : Aalaap
- 2012 : Ata Pata Lapata : Munshiji
- 2014 : Dedh Ishqiya : Jaan Mohammad
- 2014 : Mr Joe B. Carvalho : M.K
- 2014 : Kya Dilli Kya Lahore : Rehmat Ali, également réalisateur
- 2014 : O Teri
- 2019 : Gully Boy de Zoya Akhtar
- 2022 : Gangubai Kathiawadi de Sanjay Leela Bhansali :